# إيلي جينسبيرغ
إيلي جينسبيرغ (بالعبرية: אלי גינסברג‏) ; ق. 1981 - 7 أكتوبر 2023) كان مقدمًا إسرائيليًا تولى قيادة وحدة لوتار بين عامي 2020 و2023. قُتل أثناء القتال خلال عملية طوفان الأقصى بين حركة المقاومة الإسلامية حماس والجيش الإسرائيلي.
خدم جينسبيرغ في السابق ضابطًا في وحدة العمليات الخاصة شايطت 13 وشارك في مجزرة أسطول الحرية.

## وصلات خارجية
- غينسبرغ في الجيش الإسرائيلي